# Hora šílenství
Hora šílenství (v anglickém originále Mountain of Madness) je 12. díl 8. řady (celkem 165.) amerického animovaného seriálu Simpsonovi. Scénář napsal John Swartzwelder a díl režíroval Mark Kirkland. V USA měl premiéru dne 2. února 1997 na stanici Fox Broadcasting Company a v Česku byl poprvé vysílán 9. února 1999 na stanici ČT1.

## Děj
Během požárního cvičení ve Springfieldské jaderné elektrárně zaměstnanci zpanikaří a nepodaří se jim do 15 minut elektrárnu evakuovat. Rozhořčený pan Burns oznámí, že jeho zaměstnanci musí soutěžit v týmovém cvičení na zasněženém horském útesu. Kvůli nedorozumění s sebou Homer omylem vezme na dovolenou svou rodinu. Zaměstnanci musí pracovat ve dvojicích: Homer je partnerem Burnse, zatímco Smithers kvůli lichému počtu účastníků soutěží sám. Cílem je dostat se do chaty na vrcholu hory, která obsahuje jídlo a alkohol; tým, který dorazí poslední, bude vyhozen. 
Burns přemluví Homera, aby podváděl a k dosažení chaty použil sněžný skútr. Brzy se tak dostanou do chaty a užívají si tam příjemného prostředí a vzájemné společnosti. Cinknou skleničkami šampaňského a nechtěně způsobí lavinu, která pohřbí celou chatu. Několikrát se pokusí o útěk, ale způsobí jen další laviny. Homer a Burns se začnou vzájemně obviňovat, že laviny způsobili. Uvědomí si, že záchrana může trvat několik dní, a krátí si čas hraním her a stavěním sněhuláků oblečených do svých šatů. Mezitím Bart a Líza pomáhají Smithersovi dostat se k chatě, zatímco Marge je hledá a Lenny s Carlem dorazí na správné místo, ale zjistí, že chata je pryč; netuší, že je pod nimi zasypaná, a odejdou. Ostatní zaměstnanci dorazí ks tanici lesníků a myslí si, že je to jejich cíl. Když si zaměstnanci uvědomí, že Homer a Burns ještě nedorazili, tuší, že se jim stalo něco zlého. Po několika hodinách v chatě Homera a Burnse sužuje srubová horečka a mají paranoidní myšlenky. Po urputném boji Burns omylem zapálí propanbutanovou nádrž, čímž vystřelí budovu ze sněhu a vymrští ji směrem k vyděšeným pracovníkům elektrárny, kteří připravují záchrannou akci. 
Když se palivo vyčerpá, chata se zastaví a Burns s Homerem se vynoří promrzlí. Burns všem připomene soutěž, takže pracovníci spěchají dovnitř. Lenny je vyhozen poté, co je v kabině jako poslední. Poté, co se dozví, že soutěž skončila v rekordním čase, si Burns uvědomí, že jeho dělníci poznali hodnotu týmové práce, a oznámí, že nakonec nikdo nebude vyhozen. Lenny se chystá Burnse za vyhazov obvinit, ale spadne do sněhové jámy. Dělníci a Homerova rodina oslavují společné vítězství, zatímco Homer a Burns se podezřívavě pozorují.

## Produkce
Scénář k epizodě Hora šílenství je připsán Johnu Swartzwelderovi, ačkoli byl mnohokrát přepsán. Podle Joshe Weinsteina je „Swartzwelderův scénář jako precizně vybroušený šílený německý stroj, a když se ho pokusí opravit špatní inženýři, vyletí do povětří. Scénář měl skvělé vtipy, ale tak nějak jsme změnili příběh a prošli jsme spoustou návrhů.“ Příběh byl kompletně přepsán, a v důsledku toho se děj stal podivnějším a bizarnějším, od čehož se odvíjely paranoidní scény. Původní scénář byl „opravdu šílený“, ale spousta šílenějšího materiálu byla vystřižena. Většina přepisů však byla provedena během psaní scénáře a nevyžádala si žádné zásadní změny v animaci. Jednou ze změn byl závěr, který byl přidán až po animaci. V epizodě se objevuje několik dvojic zavedených postav, které spolu dříve málo komunikovaly, například Waylon Smithers s Bartem a Lízou. Weinstein se domnívá, že to byla jedna z prvních epizod, která výrazně rozvinula Lennyho a Carla jako dvojici.
Epizoda měla původně začínat in medias res na obří zasněžené hoře, kde dělníci najdou pana Burnse a Homera, uslyší je volat o pomoc a zjistí, že jsou uvězněni pod sněhem. Smithers pak divákům řekne: „Ahoj! Vím, na co myslíte. Zajímalo vás, jak se Simpson a pan Burns dostali do téhle šlamastyky. Můžu vám to říct, ale bude to muset být rychle, než ti dva umrznou.“ A rychle se vrací na začátek příběhu. Celá epizoda je použita jako retrospektiva vyprávěná Smithersem, dokud neřekne: „A tak Simpson i pan Burns uvízli ve sněhu. Pevně doufám, že jsou v pořádku!“ Poté to Burns vzdá a omylem zapálí propanbutanovou nádrž chaty. Tyto scény a Smithersovo vyprávění jsou však z konečného sestřihu vypuštěny. 
Epizodu režíroval Mark Kirkland a pro scény v divočině muselo být vytvořeno mnoho nových návrhů a pozadí. Pozadí navrhla animátorka Debbie Silverová. Návrh lesníka byl vytvořen podle tehdejšího viceprezidenta Ala Gora. V epizodě se Marge dívá na starý film, který obsahuje komentář přírodovědce Johna Muira. Muira napodobil Dan Castellaneta, který původně založil hlas na imitátorovi, kterého potkal v Yosemitském národním parku. Producenti ho však požádali, aby hlas udělal starší a šílenější.

## Přijetí
V původním vysílání skončila epizoda v týdnu od 2. do 9. února 1997 na 38. místě ve sledovanosti s ratingem 8,8, což odpovídá přibližně 8,5 milionu domácností. Byl to druhý nejlépe hodnocený pořad na stanici Fox v tom týdnu, hned po Tatík Hill a spol. Od svého odvysílání získal tento díl převážně pozitivní hodnocení od televizních kritiků. Autoři knihy I Can't Believe It's a Bigger and Better Updated Unofficial Simpsons Guide, Warren Martyn a Adrian Wood, ji označili za „vynalézavou epizodu s několika nezapomenutelnými momenty.“ Tim Raynor z DVDTown.com uvedl, že v této vtipné epizodě je několik „dobrých, přinejmenším stranou stojících momentů.“ Colin Jacobson z DVD Movie Guide označil epizodu za „dobrou podívanou“ a pochválil ji za „zasněžené prostředí umožňující rozvinout i ostatní postavy“. Podle Raynora z DVDTown.com se epizoda stala „skvělou podívanou“, která se stala „skvělou podívanou“.